# ¿Quién más rendido?

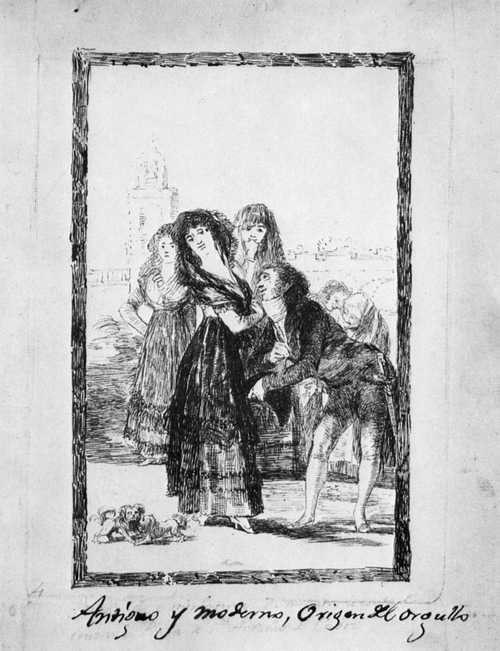
Dibujo preparatorio.

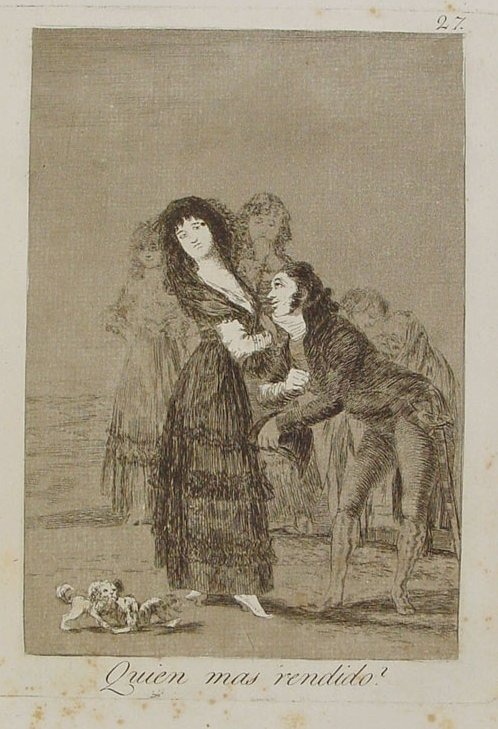

El aguafuerte ¿Quién más rendido? es un grabado de la serie Los Caprichos del pintor español Francisco de Goya. Está numerado con el número 27 en la serie de 80 estampas. Se publicó en 1799.

## Interpretaciones de la estampa
Existen varios manuscritos contemporáneos que explican las láminas de los Caprichos. El que se encuentra en el Museo del Prado se tiene como autógrafo de Goya, pero parece más bien despistar y buscar un significado moralizante que encubra significados más arriesgados para el autor. Otros dos, el que perteneció a Ayala y el que se encuentra en la Biblioteca Nacional, realzan la parte más escabrosa de las láminas.
- Explicación de esta estampa del manuscrito del Museo del Prado: Ni uno ni otro. Él es un charlatán de amor que a todas dice lo mismo y ella está pensanso en evacuar 5 citas que tiene dadas entre 8 y 9 y son las 7 y 1/2.[2]

- Manuscrito de Ayala: La duquesa de Alba y Goya.[2]

- Manuscrito de la Biblioteca Nacional: Un casquivano cuando solicita a una mujer, hace con ella las mismas muecas y zalamerías que un perrillo faldero (Duquesa de Alba y Goya).[2]